# Удо, Ндифреке
Ндифреке Эффионг Удо (англ. Ndifreke Effiong Udo; род. 15 августа 1998, Калабар) — нигерийский футболист, защитник клуба «Олимпик» из Сафи. Выступал за сборную Нигерии. Участник Олимпийских игр 2016 года в Рио-де-Жанейро.

## Клубная карьера
Удо начал карьеру в клубе «Абия Уорриорс». В 2015 году он дебютировал за клуб в чемпионате Нигерии.

## Международная карьера
Летом 2016 года Ндифреке стал бронзовым призёром Олимпийских игр в Рио-де-Жанейро, был самым молодым игроком в команде. На турнире он сыграл в матчах против команд Японии, Швеции, Колумбии, Дании и Германии.

## Достижения
Нигерия (до 23)
- Бронзовый призёр Олимпийских игр: 2016
- Бронзовый призёр Африканских игр: 2015